# مقاطعة مورمانسك
أوبلاست مورمانسك هي إحدى الكيانات الفدرالية في روسيا. وتحوي المدن والقرى التالية:
أباتيتي،
غادجييفو،
كاندالاكشا،
كيروفسك،
كولا،
كوفدور،
مونتشيغورسك،
ميورمانسك،
اولنغورسك،
اوسترفونوي،
بوليارني،
بوليارنيي زوري،
سفيرومورسك،
سنجنوغورسك،
زاوزيورسك،
زابوليارني

## المناخ
يظهر الجدول التالي التغييرات المناخية على مدار السنة لأوبلاست مورمانسك:
| البيانات المناخية لـأوبلاست مورمانسك | البيانات المناخية لـأوبلاست مورمانسك | البيانات المناخية لـأوبلاست مورمانسك | البيانات المناخية لـأوبلاست مورمانسك | البيانات المناخية لـأوبلاست مورمانسك | البيانات المناخية لـأوبلاست مورمانسك | البيانات المناخية لـأوبلاست مورمانسك | البيانات المناخية لـأوبلاست مورمانسك | البيانات المناخية لـأوبلاست مورمانسك | البيانات المناخية لـأوبلاست مورمانسك | البيانات المناخية لـأوبلاست مورمانسك | البيانات المناخية لـأوبلاست مورمانسك | البيانات المناخية لـأوبلاست مورمانسك | البيانات المناخية لـأوبلاست مورمانسك |
| الشهر                                | يناير                                | فبراير                               | مارس                                 | أبريل                                | مايو                                 | يونيو                                | يوليو                                | أغسطس                                | سبتمبر                               | أكتوبر                               | نوفمبر                               | ديسمبر                               | المعدل السنوي                        |
| ------------------------------------ | ------------------------------------ | ------------------------------------ | ------------------------------------ | ------------------------------------ | ------------------------------------ | ------------------------------------ | ------------------------------------ | ------------------------------------ | ------------------------------------ | ------------------------------------ | ------------------------------------ | ------------------------------------ | ------------------------------------ |
| الدرجة القصوى °م (°ف)                | 7.0 (44.6)                           | 6.6 (43.9)                           | 9.0 (48.2)                           | 17.6 (63.7)                          | 29.4 (84.9)                          | 30.8 (87.4)                          | 32.9 (91.2)                          | 30.2 (86.4)                          | 24.2 (75.6)                          | 15.0 (59.0)                          | 9.6 (49.3)                           | 7.2 (45.0)                           | 32.9 (91.2)                          |
| متوسط درجة الحرارة الكبرى °م (°ف)    | −7 (19)                              | −6.7 (19.9)                          | −2.4 (27.7)                          | 2.6 (36.7)                           | 7.6 (45.7)                           | 13.6 (56.5)                          | 17.3 (63.1)                          | 14.9 (58.8)                          | 10.0 (50.0)                          | 3.6 (38.5)                           | −2.4 (27.7)                          | −5.3 (22.5)                          | 3.8 (38.8)                           |
| المتوسط اليومي °م (°ف)               | −10.1 (13.8)                         | −9.7 (14.5)                          | −5.5 (22.1)                          | −0.7 (30.7)                          | 4.0 (39.2)                           | 9.2 (48.6)                           | 12.8 (55.0)                          | 11.1 (52.0)                          | 7.0 (44.6)                           | 1.5 (34.7)                           | −4.8 (23.4)                          | −8.2 (17.2)                          | 0.6 (33.1)                           |
| متوسط درجة الحرارة الصغرى °م (°ف)    | −13.2 (8.2)                          | −12.8 (9.0)                          | −8.6 (16.5)                          | −3.8 (25.2)                          | 1.1 (34.0)                           | 5.7 (42.3)                           | 9.2 (48.6)                           | 8.0 (46.4)                           | 4.5 (40.1)                           | −0.4 (31.3)                          | −7.1 (19.2)                          | −11.2 (11.8)                         | −2.4 (27.7)                          |
| أدنى درجة حرارة °م (°ف)              | −39.4 (−38.9)                        | −38.6 (−37.5)                        | −32.6 (−26.7)                        | −21.7 (−7.1)                         | −10.4 (13.3)                         | −2.5 (27.5)                          | 1.7 (35.1)                           | −2 (28)                              | −5.4 (22.3)                          | −21.2 (−6.2)                         | −30.5 (−22.9)                        | −35 (−31)                            | −39.4 (−38.9)                        |
| الهطول مم (إنش)                      | 30 (1.2)                             | 22 (0.9)                             | 23 (0.9)                             | 24 (0.9)                             | 36 (1.4)                             | 53 (2.1)                             | 70 (2.8)                             | 61 (2.4)                             | 52 (2.0)                             | 51 (2.0)                             | 38 (1.5)                             | 34 (1.3)                             | 494 (19.4)                           |
| المصدر: Roshydromet                  |                                      |                                      |                                      |                                      |                                      |                                      |                                      |                                      |                                      |                                      |                                      |                                      |                                      |